# Amata polymita
Amata polymita là một loài bướm đêm thuộc phân họ Arctiinae, họ Erebidae.